# アウレリオ・アルテタ
アウレリオ・アルテタ（Aurelio Arteta Errasti、1879年12月2日 - 1940年11月10日）はスペインの画家である。バスク地方の施設に描いた壁画などの作品で知られる。

## 略歴
バスク州のビルバオで農民、労働者の息子に生まれた。はじめ、ビルバオの工芸学校(Escola d'Arts i Oficis de Bilbao)で学んだ。1894年に父親が仕事を見つけた、バリャドリッドに移った。1897年からマドリードの王立サン・フェルナンド美術アカデミーで学んだ。父親からの援助が少なかったので、祭りの仮装行列(comparsa)のダンサーなど美術と関係ない仕事をしながら修業を続けた。
ビスカヤ県の議会の奨学金制度から資金を得て、国外での留学が可能になり、1902年からパリで修業した。パリではピエール・ピュヴィス・ド・シャヴァンヌ、ポール・ゴーギャン、ロートレックなどの影響を受けた。1906年からはローマで修業し、ジョット・ディ・ボンドーネやラファエロ・サンティらのルネサンスの巨匠の作品も学んだ。1906年にビルバオに戻った。1911年にバスク芸術家協会(Asociación de Artistas Vascos)の創立会員になった。
展覧会への出展を続けた後、1922年にマドリードのビルバオ銀行(Banco de Bilbao)の事務所に壁画を描く依頼を受けて12点の壁画を描いた。その後、壁画家として知られるようになった。建築家リカルド・バスディダ (Ricardo Bastida)が設計したログローニョの神学校の教会の壁画を描いた 。
1924年にビルバオ美術館の館長に任じられるが、美術館が購入した美術品の選定に市の当局が異議を唱えたことから3年で辞任した 。多くの知識人がアルテタを支持し、後に独裁政権をしくミゲル・プリモ・デ・リベーラの芸術政策への大衆の批判につながった。
マドリードの工業学校の教師として働いていた時、スペイン内戦が始まり、共和国派の支持者として、バルセロナに向かおうとし、フランスの港町、ビアリッツに向かった。1940年に、フランスがナチスの占領下になるのが必至となった時、メキシコに亡命することを選んだ。メキシコに到着後、メキシコシティのコヨアカンで妻と自動車事故で死亡した。

## 作品

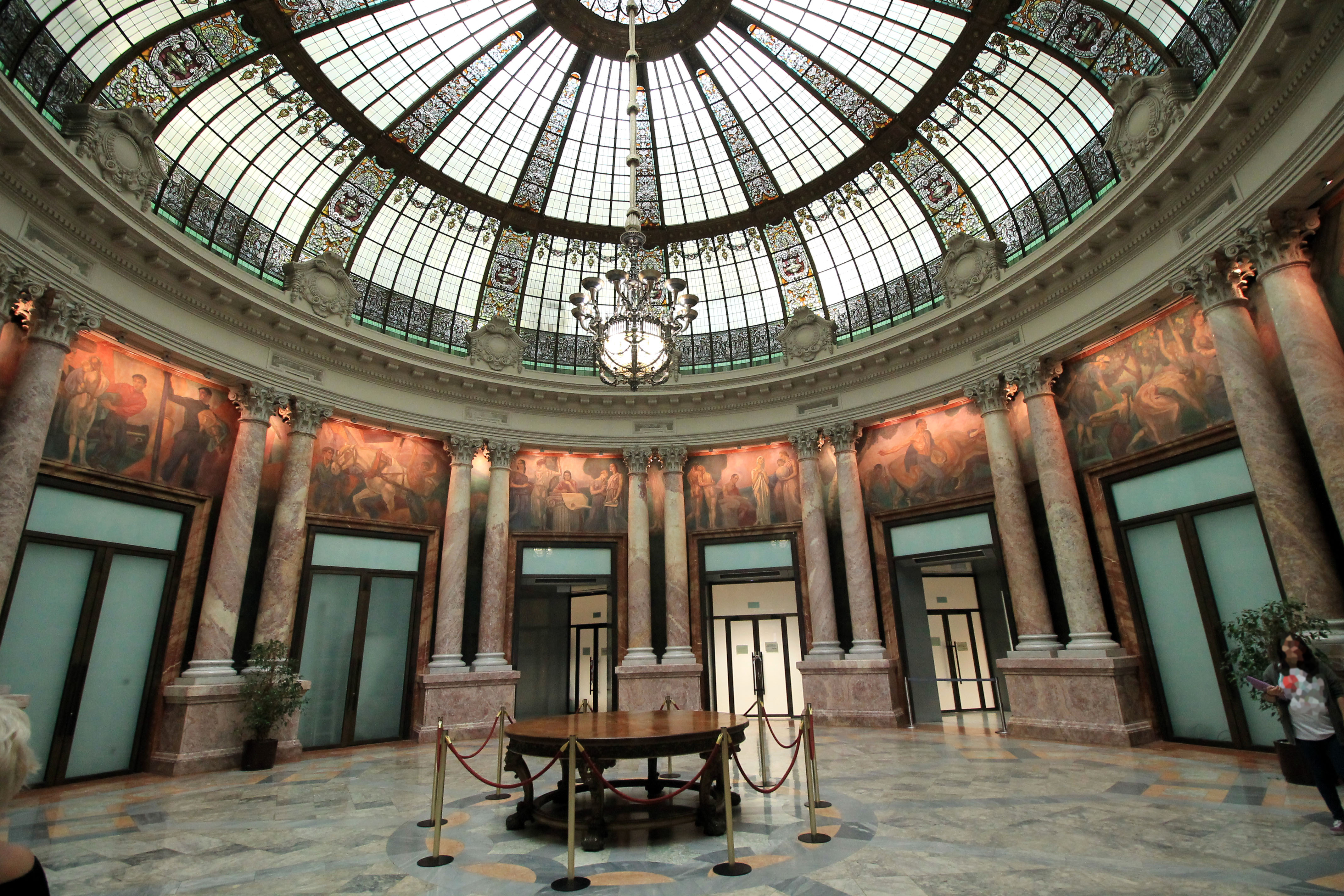
ビルバオ銀行(Banco de Bilbao)の事務所壁画
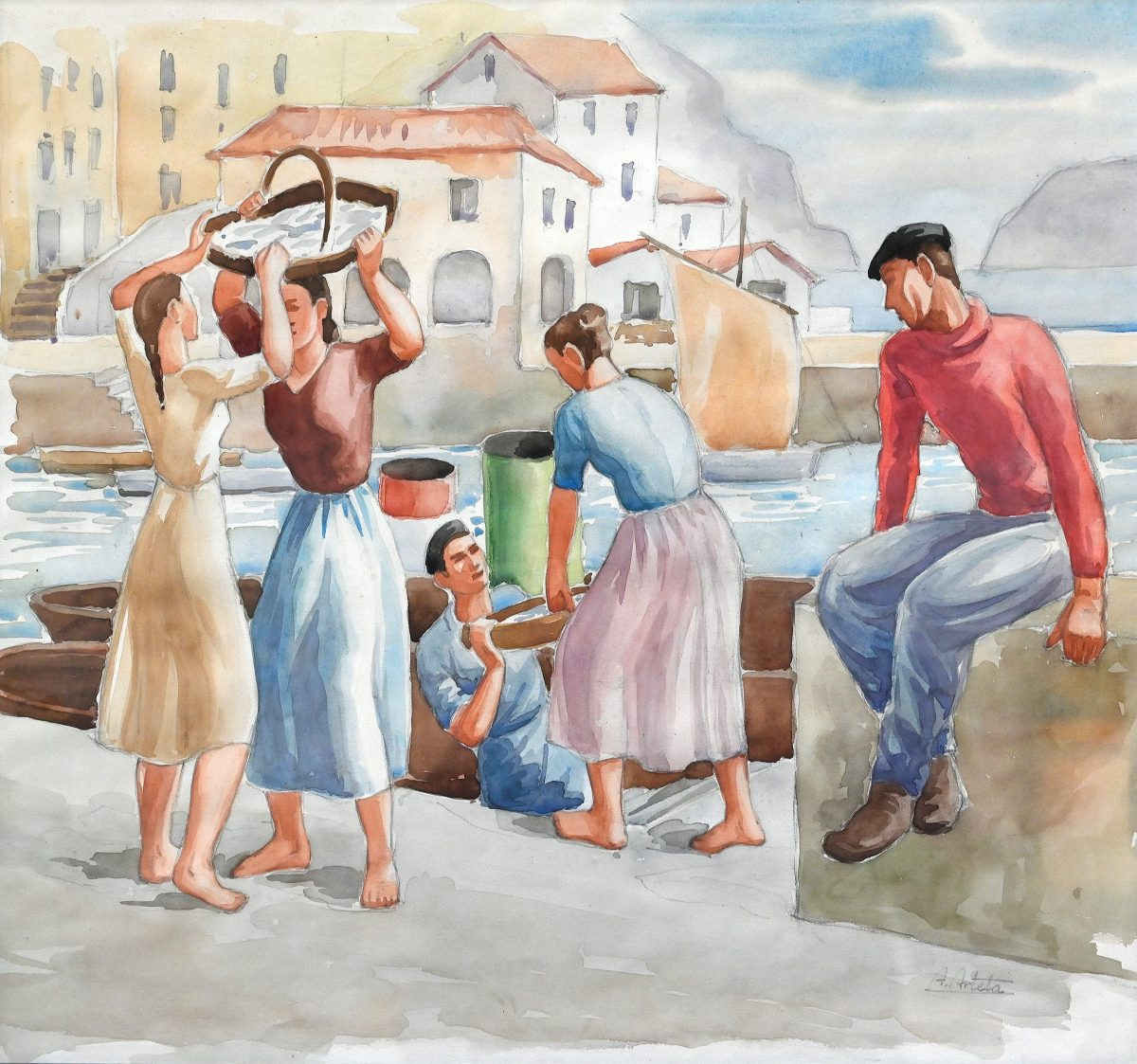
ベルメオの漁師
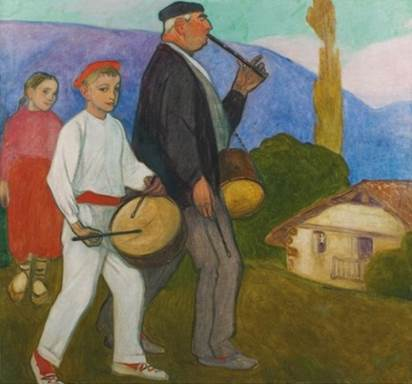
笛を吹く人

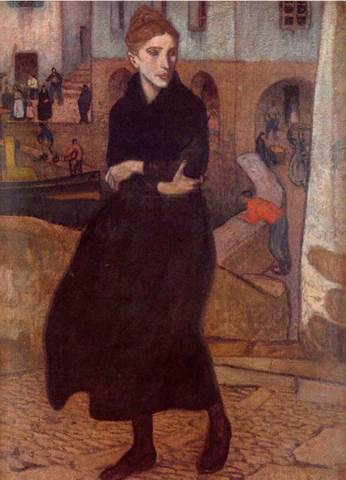
漁師の女房 (1915)
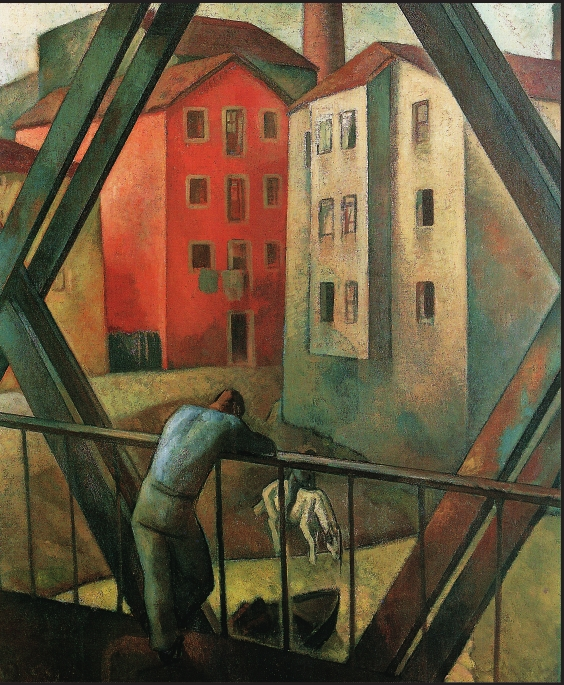
ブルツェーニャ橋
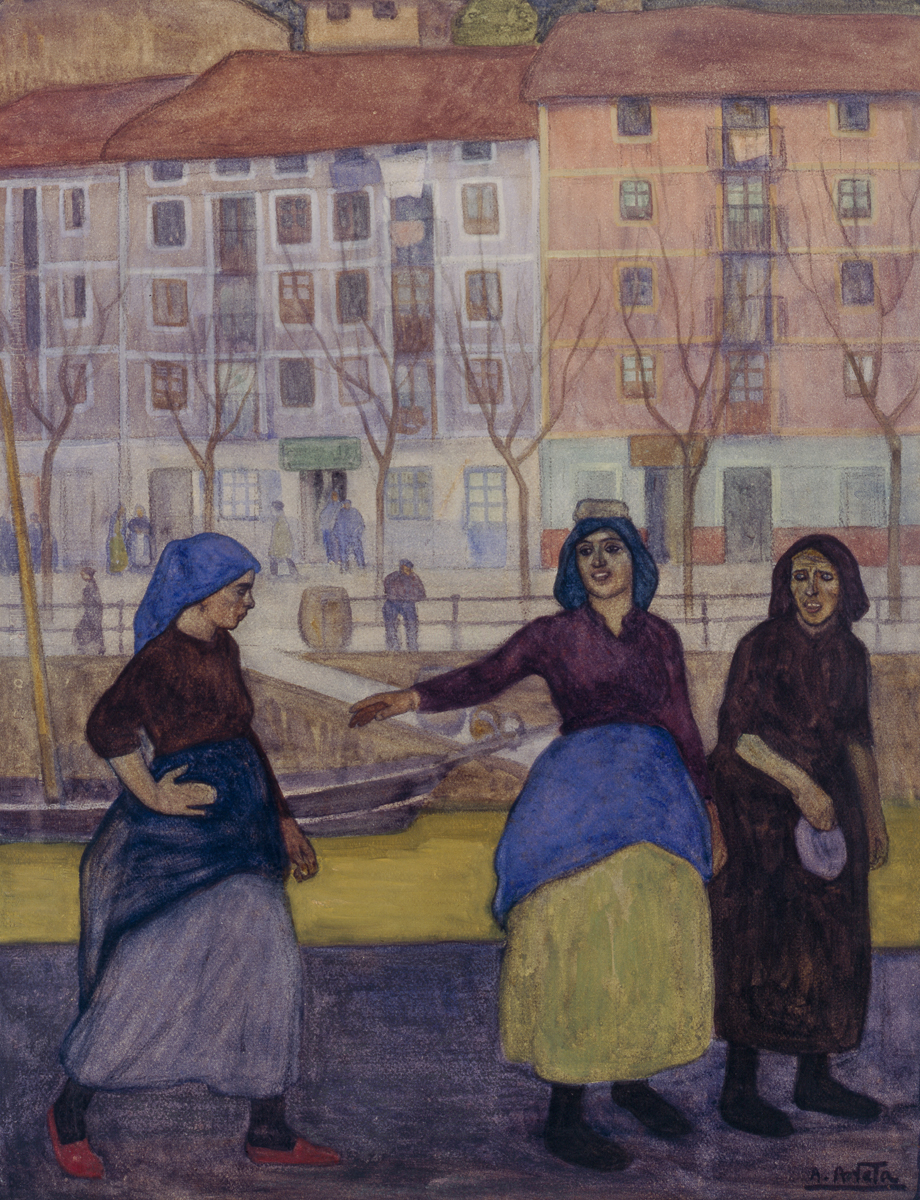
港の石炭運び(1923)
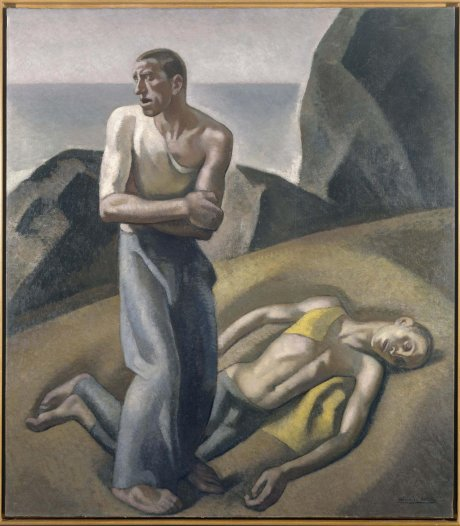
難破人(1930)

## 関連図書
- Miguel Ángel Marrodán, Aurelio Arteta. Colección Temas Vizcaínos, 1979 ISBN 84-500-3071-4
- Jaime Brihuega, Aurelio Arteta. Una mirada esencial. Edorta Kortadi, 1988 ISBN 84-87184-48-0
- Matilde Marcos Macías, Arteta : estudio de la figura, Euskal Herriko Unibertsitatea, 1998 ISBN 84-8373-107-X